# Haynes (Arkansas)
Haynes es un pueblo ubicado en el condado de Lee en el estado estadounidense de Arkansas. En el Censo de 2010 tenía una población de 150 habitantes y una densidad poblacional de 165,95 personas por km².

## Geografía
Haynes se encuentra ubicado en las coordenadas 34°53′27″N 90°47′34″O / 34.89083, -90.79278. Según la Oficina del Censo de los Estados Unidos, Haynes tiene una superficie total de 0.9 km², de la cual 0.9 km² corresponden a tierra firme y (0%) 0 km² es agua.

## Demografía
Según el censo de 2010, había 150 personas residiendo en Haynes. La densidad de población era de 165,95 hab./km². De los 150 habitantes, Haynes estaba compuesto por el 10.67% blancos, el 89.33% eran afroamericanos, el 0% eran amerindios, el 0% eran asiáticos, el 0% eran isleños del Pacífico, el 0% eran de otras razas y el 0% pertenecían a dos o más razas. Del total de la población el 0% eran hispanos o latinos de cualquier raza.